# Eccellenza Umbria 2002-2003
Il campionato italiano di calcio di Eccellenza regionale 2002-2003 è il dodicesimo organizzato in Italia. Rappresenta il sesto livello del calcio italiano ed il maggiore in ambito regionale.
Questo è il girone unico organizzato dal Comitato Regionale dell'Umbria.

## Stagione

### Aggiornamenti
Cambio di denominazione:
- da Cesi (retrocessa dalla Serie D) a Fortis Terni

## Squadre partecipanti
| Squadra           | Città (provincia)                              | Stagione 2001-02                                |
| ----------------- | ---------------------------------------------- | ----------------------------------------------- |
| Arrone            | Arrone (TR)                                    | 4° in Eccellenza Umbria                         |
| Bastia            | Bastia Umbra (PG)                              | 10° in Eccellenza Umbria                        |
| Cannara           | Cannara (PG)                                   | 7° in Eccellenza Umbria                         |
| Città di Castello | Città di Castello (PG)                         | 2° in Eccellenza Umbria                         |
| Deruta            | Deruta (PG)                                    | 5° in Eccellenza Umbria                         |
| Ellera            | Ellera di Corciano (PG)                        | 8° in Eccellenza Umbria                         |
| Foligno           | Foligno (PG)                                   | 6° in Eccellenza Umbria                         |
| Fortis Terni      | Terni                                          | 18° in Serie D/F, retrocessa                    |
| Massa Martana     | Massa Martana (PG)                             | 2° in Promozione Umbria, promosso               |
| Narnese           | Narni (TR)                                     | 3° in Eccellenza Umbria                         |
| Ortana            | Orte (VT)                                      | 6° in Promozione Umbria, ripescata              |
| Pantalla          | Pantalla di Todi (PG)                          | 1° in Prima Categoria Umbria/B, promosso        |
| Pontevecchio      | Ponte San Giovanni di Perugia                  | 13° in Eccellenza Umbria, salva dopo i play out |
| San Sisto         | San Sisto di Perugia                           | 11° in Eccellenza Umbria                        |
| Spoleto           | Spoleto (PG)                                   | 9° in Eccellenza Umbria                         |
| Vis Castelrigone  | Castel Rigone di Passignano sul Trasimeno (PG) | 1° in Promozione Umbria, promossa               |

## Classifica finale
|  | Pos. | Squadra           | Pt | G  | V  | N  | P  | GF | GS | DR  |
|  | ---- | ----------------- | -- | -- | -- | -- | -- | -- | -- | --- |
|  | 1.   | Foligno           | 69 | 30 | 21 | 6  | 3  | 61 | 19 | +42 |
|  | 2.   | Fortis Terni      | 55 | 30 | 15 | 10 | 5  | 44 | 23 | +21 |
|  | 3.   | Deruta            | 52 | 30 | 15 | 7  | 8  | 38 | 28 | +10 |
|  | 4.   | Città di Castello | 51 | 30 | 14 | 9  | 7  | 45 | 33 | +12 |
|  | 5.   | Vis Castelrigone  | 51 | 30 | 14 | 9  | 7  | 46 | 30 | +16 |
|  | 6.   | Bastia            | 42 | 30 | 11 | 9  | 10 | 37 | 34 | +3  |
|  | 7.   | Ortana            | 39 | 30 | 9  | 12 | 9  | 29 | 28 | +1  |
|  | 8.   | Narnese           | 38 | 30 | 9  | 11 | 10 | 31 | 33 | -2  |
|  | 9.   | Cannara           | 38 | 30 | 10 | 8  | 12 | 33 | 40 | -7  |
|  | 10.  | San Sisto         | 37 | 30 | 9  | 10 | 11 | 30 | 32 | -2  |
|  | 11.  | Arrone            | 37 | 30 | 10 | 7  | 13 | 30 | 44 | -14 |
|  | 12.  | Pantalla          | 36 | 30 | 8  | 12 | 10 | 32 | 30 | +2  |
|  | 13.  | Pontevecchio      | 30 | 30 | 8  | 6  | 16 | 22 | 41 | -19 |
|  | 14.  | Massa Martana     | 25 | 30 | 5  | 10 | 15 | 27 | 44 | -17 |
|  | 15.  | Ellera            | 25 | 30 | 6  | 7  | 17 | 30 | 55 | -25 |
|  | 16.  | Spoleto           | 23 | 30 | 4  | 11 | 15 | 29 | 50 | -21 |

Legenda:

      Promossa in Serie D 2003-2004.
      Ammessa ai play-off nazionali.
 Ammesse ai play-off o ai play-out.
      Retrocessa in Promozione Umbria 2003-2004.
Regolamento:

Tre punti a vittoria, uno a pareggio, zero a sconfitta.
In caso di arrivo a pari punti fra due squadre per attribuire il 1º posto (promozione diretta), il 16º posto (retrocessione diretta), il 5º posto (ultimo utile per i play-off) ed il 12º posto (primo utile per i play-out) si effettua una gara di spareggio in campo neutro.
In caso di arrivo di due o più squadre a pari punti, la graduatoria verrà stilata secondo la classifica avulsa tra le squadre interessate, che prevede in ordine i seguenti criteri: 
- Punti negli scontri diretti
- Differenza reti negli scontri diretti
- Differenza reti generale
- Reti realizzate in generale
- Sorteggio

## Spareggi

### Play-off

#### Tabellone
|  | Semifinali | Semifinali        | Semifinali | Semifinali | Semifinali |  |  | Finale       | Finale       | Finale |  |
|  |            |                   |            |            |            |  |  |              |              |        |  |
|  | 5          | Vis Castelrigone  | 1          | 0          | 1          |  |  |              |              |        |  |
|  | 2          | Fortis Terni      | 2          | 2          | 4          |  |  | Fortis Terni | Fortis Terni | 2      |  |
|  | 4          | Città di Castello | 0          | 3          | 3          |  |  | Deruta       | Deruta       | 1      |  |
|  | 3          | Deruta            | 0          | 4          | 4          |  |  |              |              |        |  |

#### Semifinali
|                   | Risultati |                   |  |
| ----------------- | --------- | ----------------- |  |
| Vis Castelrigone  | 1-2       | Fortis Terni      |  |
| Fortis Terni      | 2-0       | Vis Castelrigone  |  |
|                   |           |                   |  |
| Città di Castello | 0-0       | Deruta            |  |
| Deruta            | 4-3       | Città di Castello |  |
|                   |           |                   |  |

#### Finale
|              | Risultati |        | Luogo     |
| ------------ | --------- | ------ | --------- |
| Fortis Terni | 2-1       | Deruta | Marsciano |
|              |           |        |           |

### Play-out
|  | Semifinali | Semifinali    | Semifinali | Semifinali | Semifinali |  |  | Finale       | Finale       | Finale |  |
|  |            |               |            |            |            |  |  |              |              |        |  |
|  | 15         | Ellera        | 4          | 1          | 5          |  |  |              |              |        |  |
|  | 12         | Pantalla      | 0          | 2          | 2          |  |  | Pontevecchio | Pontevecchio | 1      |  |
|  | 14         | Massa Martana | 0          | 0          | 0          |  |  | Ellera       | Ellera       | 0      |  |
|  | 13         | Pontevecchio  | 0          | 2          | 2          |  |  |              |              |        |  |

#### Semifinali
|               | Risultati |               |  |
| ------------- | --------- | ------------- |  |
| Ellera        | 4-0       | Pantalla      |  |
| Pantalla      | 2-1       | Ellera        |  |
|               |           |               |  |
| Massa Martana | 0-0       | Pontevecchio  |  |
| Pontevecchio  | 2-0       | Massa Martana |  |
|               |           |               |  |

#### Finale
|              | Risultati |        | Luogo                |
| ------------ | --------- | ------ | -------------------- |
| Pontevecchio | 1-0       | Ellera | San Sisto di Perugia |
|              |           |        |                      |